# EVERGREEN (moumoonの曲)
『EVERGREEN』（エヴァーグリーン）は、moumoonのメジャー4枚目のシングル。

## 収録曲

### CD
1. EVERGREEN
  - 沖縄がテーマになったラブストーリーを元に書き下ろしたラブ・バラード。
2. S-cape
3. AINOOTO（愛の音〜English version〜）
4. EVERGREEN〜instrumental〜
5. S-cape〜instrumental〜

### DVD
1. EVERGREEN music video
  - 本作品は、主題歌になった映画『カフーを待ちわびて』と同じく中井庸友が監督し、「カフーを待ちわびて もうひとつの物語。」という題材となっている。ここでは、映画本編では描かれていない、終盤の「あるシーンの裏側」を描いている。（映画本編からのカットを含む）出演は、玉山鉄二／マイコ／moumoon。
2. moumoon 1st ALBUM release Tour2008ドキュメンタリー映像

## タイアップ
| 曲名                                 | タイアップ                                                           |
| EVERGREEN                            | エイベックス・エンタテインメント配給映画「カフーを待ちわびて」主題歌 |
| EVERGREEN                            | TBS系「メガデジ」2月度エンディングテーマ                             |
| EVERGREEN                            | TBS系「アッコにおまかせ!」2月度エンディングテーマ                    |
| AINOOTO（愛の音〜English version〜） | アニマックスアニメ「VIPER'S CREED」エンディングテーマ                |